# Paul E. Funk Sr.

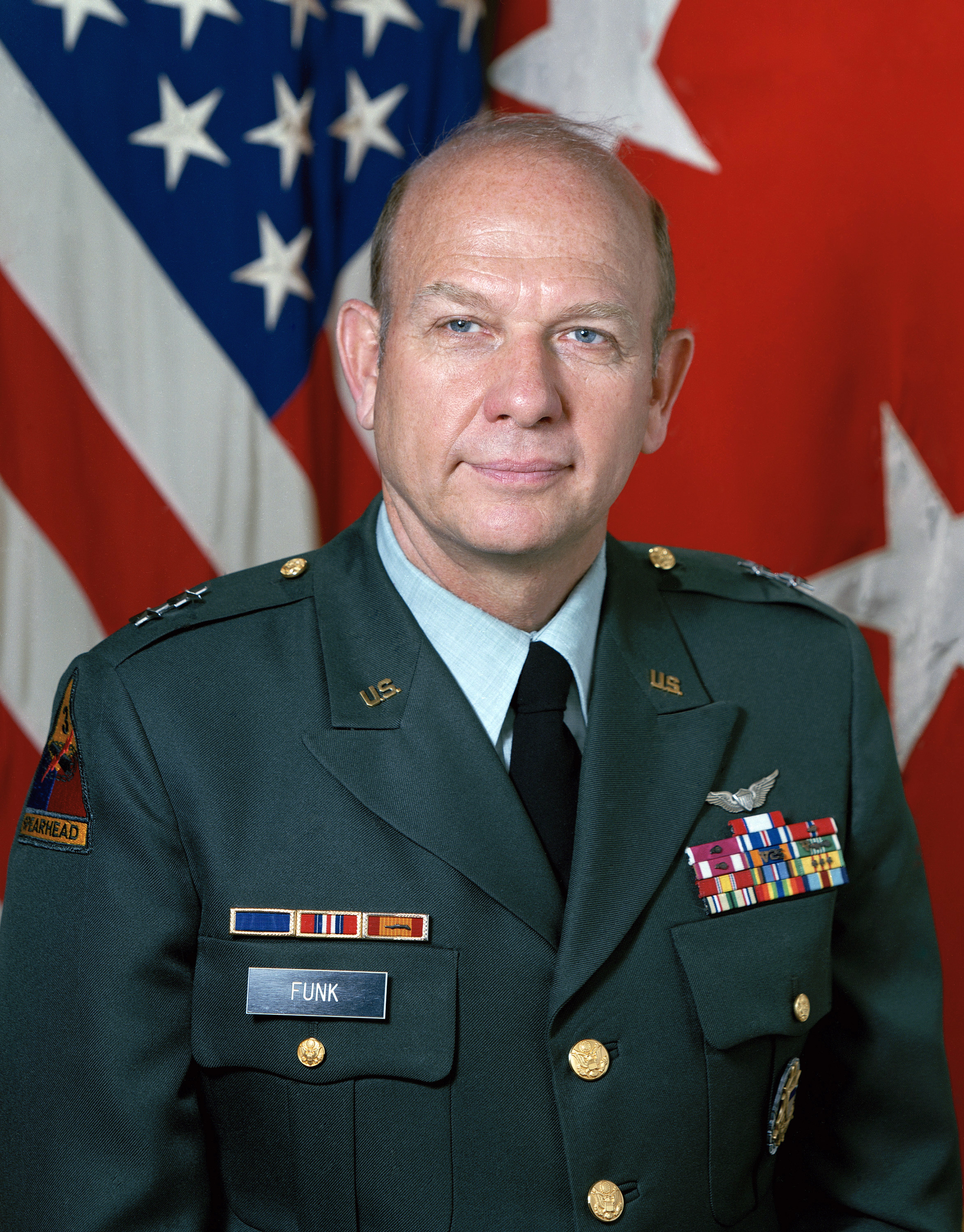
Paul E. Funk Sr. (1991)

Paul Edward Funk (* 10. März 1940 in Roundup, Musselshell County, Montana) ist ein pensionierter Generalleutnant der United States Army. Er war unter anderem Kommandeur des III. Korps.
Funk war ein Sohn von Paul G. Funk und dessen Frau Laverna Charlton. Er besuchte die öffentlichen Schulen seiner Heimat.
Über das ROTC-Programm der Montana State University gelangte er im Jahr 1962 in das Offizierskorps des US-Heeres. Dort wurde er als Leutnant zunächst der Kavallerie zugeteilt. Allerdings wechselte er bereits im Jahr 1963 zu den Panzereinheiten, was eher ein formaler Wechsel war, da Kavallerieeinheiten in jener Zeit ebenfalls Panzereinheiten waren. In der Armee durchlief er anschließend alle Offiziersränge vom Leutnant bis zum Drei-Sterne-General.
In seinen jüngeren Jahren absolvierte er den für Offiziere in den niederen Rangstufen üblichen Dienst in verschiedenen Einheiten und Standorten. Dazu gehörten auch Aufgaben als Stabsoffizier in verschiedenen Hauptquartieren. Dabei war er unter anderem auch in Deutschland stationiert. Im Jahr 1969 war er als Zugführer im Vietnamkrieg eingesetzt.
In den 1970er und 1980er Jahren setzte Funk seine Offizierslaufbahn fort. In den Jahren 1973 und 1974 kommandierte er eine Schwadron. Anschließend studierte er bis 1975 in England am britischen Armed Forces Staff College und absolvierte in den Jahren 1979 und 1980 das United States Army War College.
Im Jahr 1984 begann Funks Zeit als Kommandeur größerer Militärverbände. Zunächst kommandierte er bis 1985 die 194. Panzerbrigade in Fort Knox. Nachdem er in den folgenden zwei Jahren bis 1987 Stabsoffizier bei der Panzerschule war (United States Army Armor School) war, wurde er zum Stab der 9. Infanteriedivision versetzt.
In den Jahren 1988 und 1989 war Funk kommandierender General des National Training Centers in Fort Irwin in Kalifornien. Zwischen Juli 1989 und April 1991 kommandierte Paul Funk Sr. die 3. Panzerdivision, mit der er im Zweiten Golfkrieg eingesetzt war. Danach kommandierte er bis Oktober 1993 das United States Army Armor Center in Fort Knox. Nach seiner Beförderung zum Generalleutnant erhielt er im Jahr 1993 das Kommando über das in Fort Hood stationierte III. Korps. Nachdem er dieses Kommando im Dezember 1995 an Thomas A. Schwartz übergeben hatte, ging Funk Anfang 1996 in den Ruhestand.
In seinem Ruhestand befasste sich der pensionierte Offizier unter anderem mit Viehzucht und -handel. Er ist seit 1961 mit Sheila Ann Brown verheiratet. Ein Sohn aus dieser Ehe ist der 1962 geborene Paul E. Funk II. Dieser stieg im US-Heer bis zum Vier-Sterne-General auf. Zwischenzeitlich war er, wie sein Vater, Kommandeur des III. Korps.

## Orden und Auszeichnungen
Paul Funk Sr. erhielt im Lauf seiner militärischen Laufbahn unter anderem folgende Auszeichnungen:
- Army Distinguished Service Medal
- Defense Superior Service Medal
- Legion of Merit
- Distinguished Flying Cross
- Bronze Star Medal
- Meritorious Service Medal
- Air Medal